# دواس (حجة)
دواس هي إحدى قرى الجمهورية اليمنية. تتبع جغرافيا لمحافظة حجة وإداريًا لمديرية نجرة. يبلغ تعداد سكانها 2035 نسمة حسب الإحصاء الذي أجري عام 2004.